# Brasão de Bagé
O Brasão de Bagé é um símbolo de Bagé, município estado do Rio Grande do Sul, Brasil.

## Criação
Por ocasião das celebrações do bicentenário de nascimento de Dom Diogo de Souza, a Câmara Municipal de Bagé idealizou um brasão para o Município de Bagé, uma vez que a então norma constitucional consentia a adoção de símbolos municipais.
Depois de haver feito a montagem dos elementos e a descrição da peça, teve a colaboração do Prof. Walter Spalding, historiador e heraldista, que colocou o material em linguagem heráldica, passando ao artista plástico Irio Malafaia a elaboração do desenho e arte final.

Em 1º de abril de 1955, submeteu à Câmara Municipal de Vereadores o projeto de lei adotando o símbolo do Município. Aprovado, o projeto foi submetido à sanção do Prefeito Municipal de Bagé, Prof. Frederico Petrucci, transformando-se na Lei Municipal nº. 548.
Entendendo ser necessária a regulamentação do uso do Brasão de Bagé, o vereador lolando Machado, em 3 de agosto de 1978, apresentou projeto de lei estabelecendo que todo o material de expedição de uso dos órgãos dos poderes executivo e legislativo do Município, deviam ser encimados com aquele símbolo, assim como os veículos tê-lo-iam nas partes laterais, pintado em cores com a indicação do órgão a que estiverem vinculados.
O projeto foi debatido na Câmara Municipal de Vereadores, e com parecer das Comissões Técnicas, foi aprovado em 11 do mesmo mês e ano, para ser transformado na Lei Municipal nº. 1.968.

## Descrição
Brasão português, partido em faixa, de azul e prata. No campo superior, que é prata, está uma ponta de fortaleza, lembrando o Forte de Santa Tecla, ponto onde se travaram as primeiras lutas para a incorporação deste território à comunhão brasileira. Lembra, ainda, a origem militar da cidade. Os cerros de Bagé, no campo inferior, que é de azul, são de cor verde, representam a terra dadivosa e a referência geográfica adotada como denominação do acampamento que lhe deu origem. Esse conjunto está encimado, por uma coroa mural de ouro, de quatro torres, que em heráldica designa uma cidade grande e fortificada. Sob esse conjunto, um listel vermelho faz a inscrição: "1811 ¤ Bagé", ano de fundação da cidade.

O conjunto de esmaltes e metais relembram as cores nacionais e riograndenses, sendo que a lealdade do povo bageense às instituições está representada pelo azul; a prata designa o seu caráter nobre e altivo; o verde diz da fertilidade e riqueza dos nossos campos; o ouro, o ardor e a força dos filhos de Bagé; o vermelho, a coragem e generosidade, tantas vezes demonstradas pela gente de Bagé, no oferecimento de seu sangue para a defesa da Pátria.